# El Ançor
Pour l’article ayant un titre homophone, voir El Anceur (homonymie).
El Ançor (ou El Ançar, ou El Ansser) est une commune de la wilaya d'Oran en Algérie, située à 21 km à l'ouest de la ville d'Oran.

## Géographie
El Ançor est une commune côtière de la Méditerranée. 

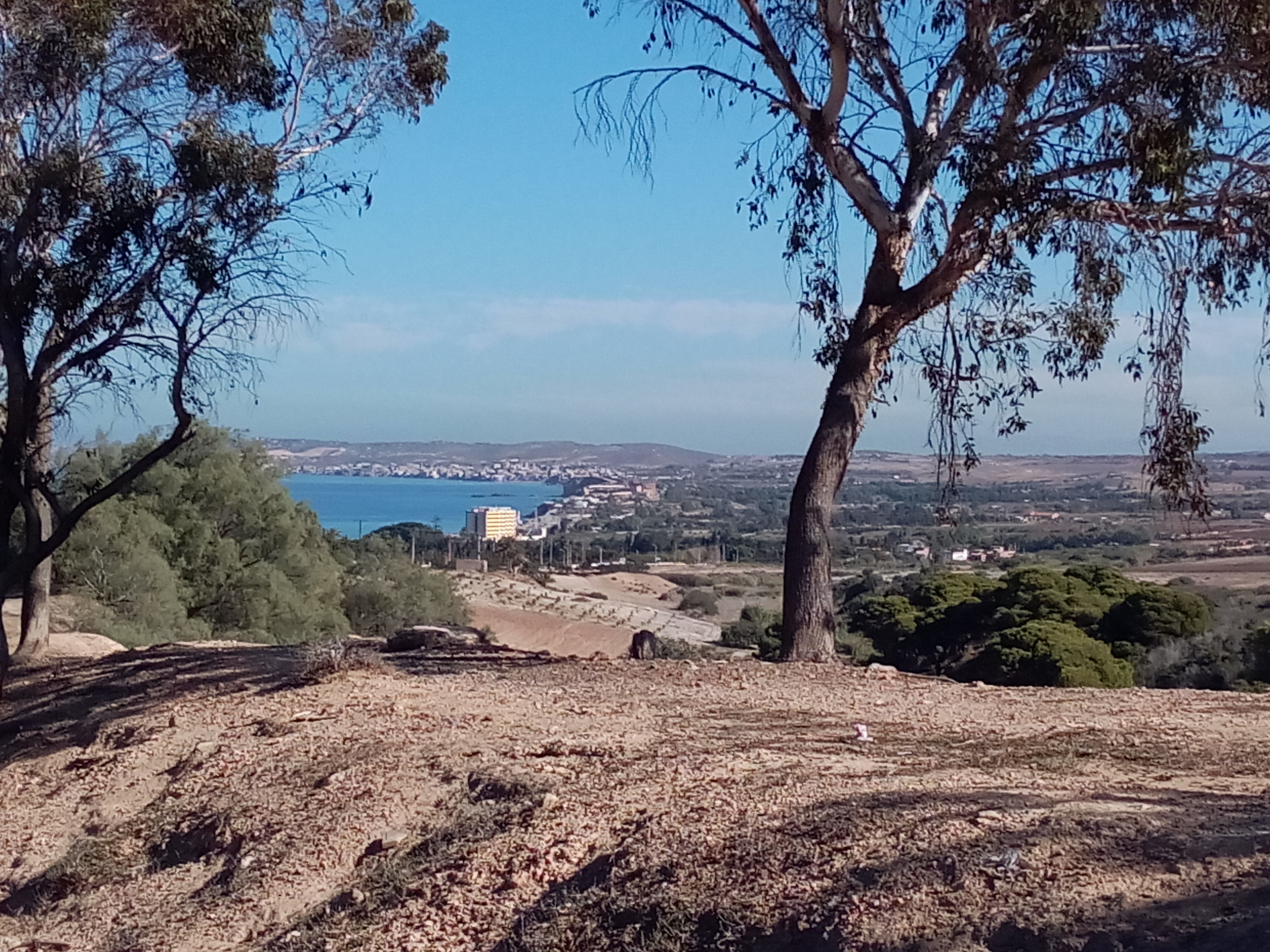
Vue vers la partie côtière de la région El-ançor

El-ançor est surplombée par une chêne de montagnes (montagnes murdjajo) par l'ouest et le Sud , et une forêt (forêt de Msila) dans les hauteurs au Sud .

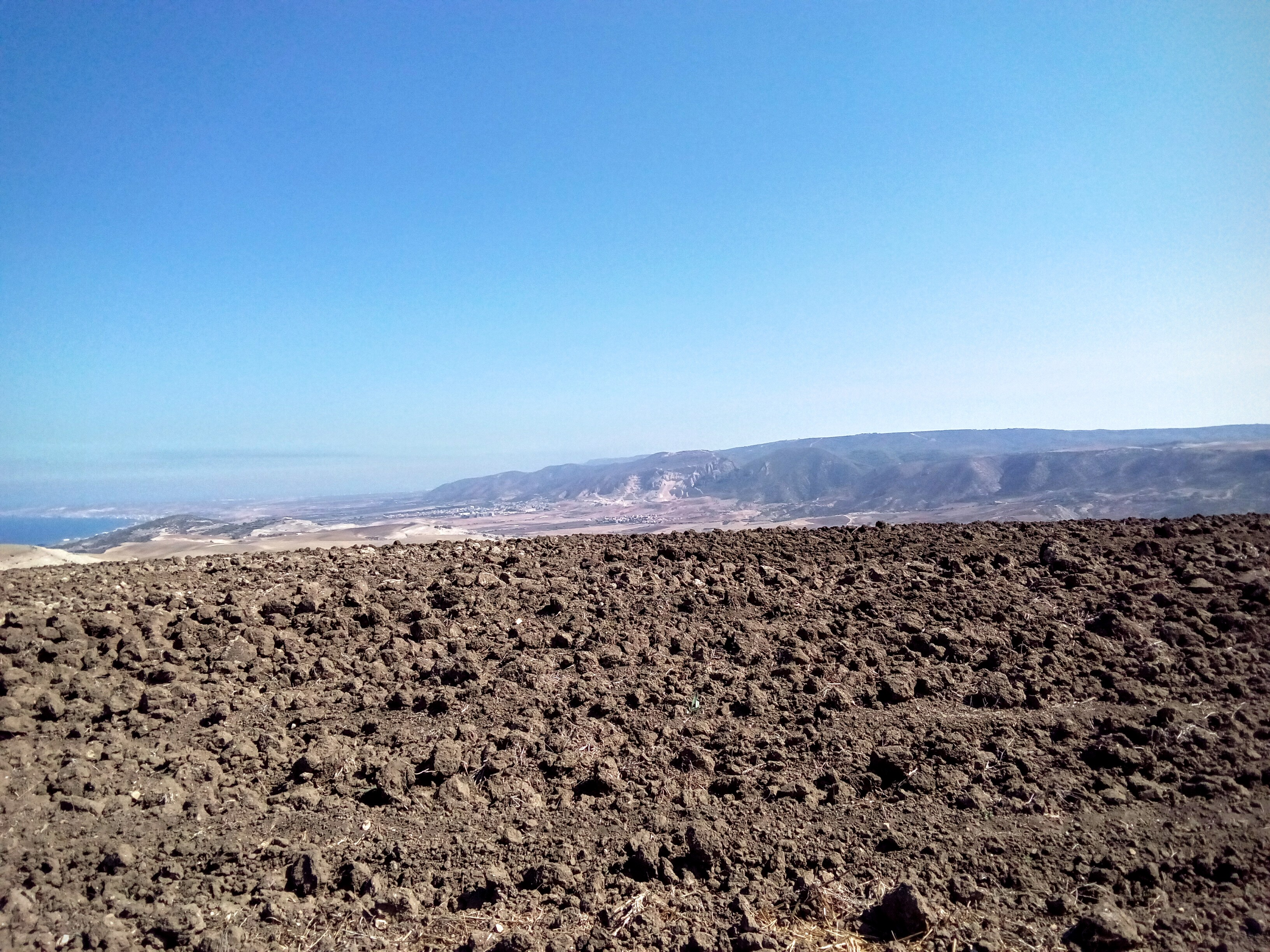
Sur les hauteurs ouest de la région d'El-ançor

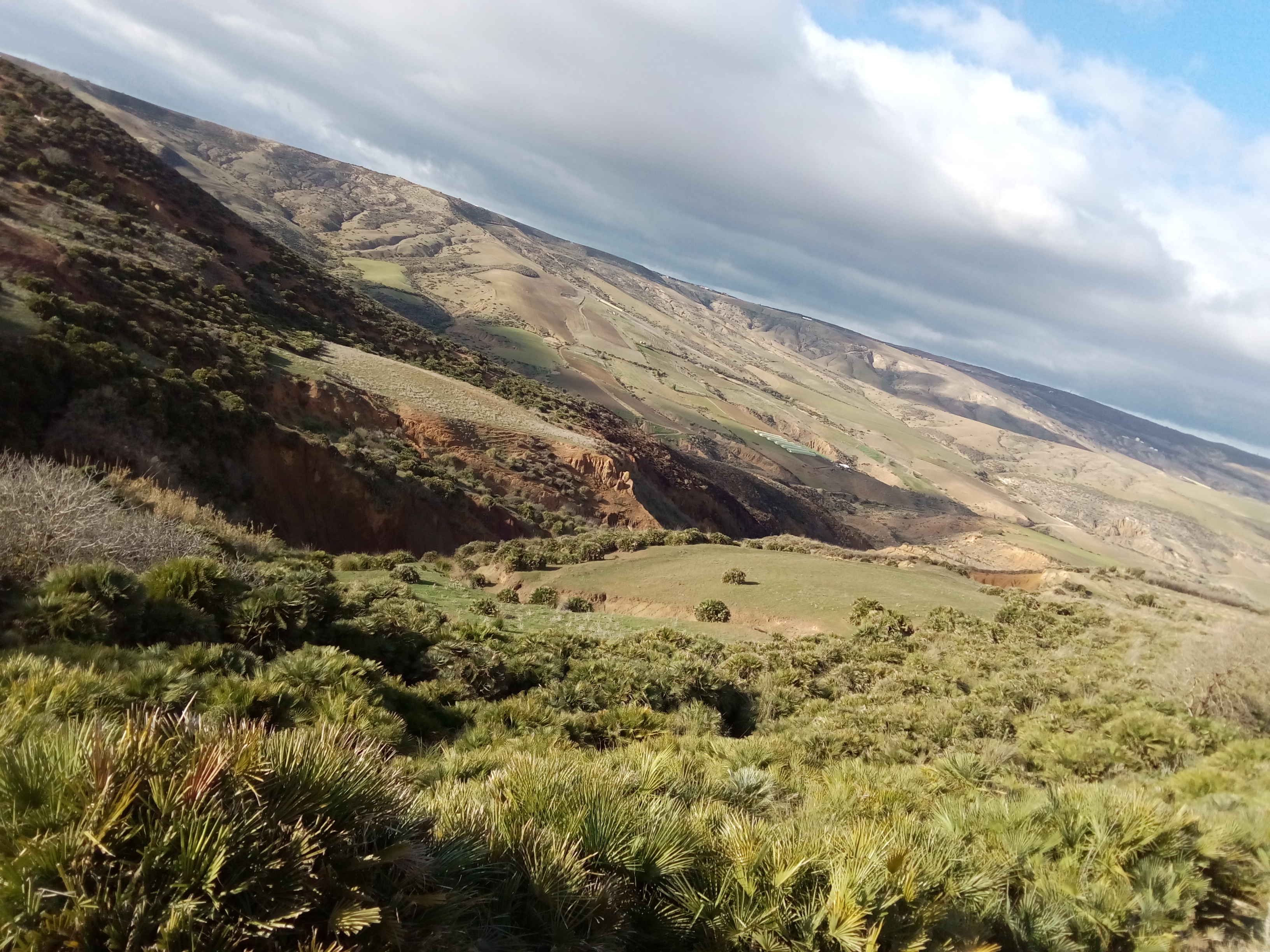
Végétation méditerranéenne de la région d'El-ançor

## Toponymie
Sans qu'on en connaisse l'origine exacte, le nom du village est composé de l'article arabe "el" et de « ançor » qui pourrait s'apparenter au mot arabe « عُنْصُر », "eunsur" signifiant « élément » ; comme un rappel que El Ançor fut un composant du hameau des Andalouses dont elle a été séparée en 1893.
Arthur Pellegrin fait dériver le nom du village de "Anser" ("Fontaine ou source dans un oued") « que l'on rencontre quelquefois à l'état isolé : El-Ançor, El-Anser »

### Situation
|              | Mer Méditerranée |            |
| Aïn El Kerma | El Ançor         | Bou Sfer   |
|              | Boutlelis        | Misserghin |

## Histoire
L'installation des Français commença dans cette région en 1832.

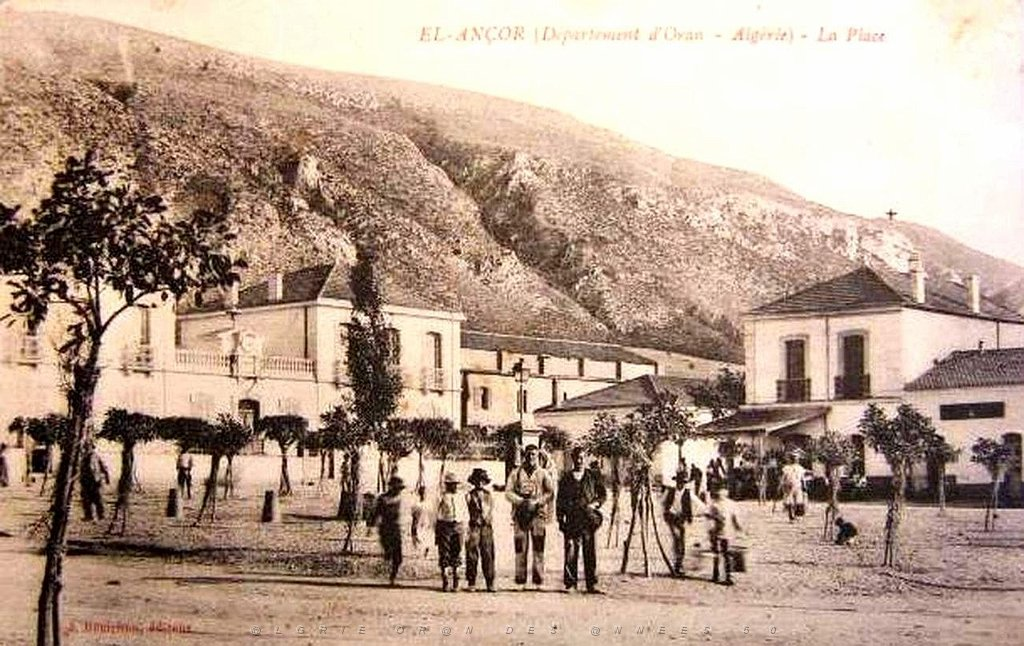
Français algériens dans l'époque Algérie française

## Tourisme
La station balnéaire des Andalouses est située sur le territoire de la commune d'El Ançor.